# Susanne Schwarz (Theologin)
Susanne Schwarz ist eine deutsche evangelische Theologin. Sie ist Professorin an der Universität Wien.

## Leben
Im Jahr 2004 legte Schwarz das erste Staatsexamen für das Lehramt an Mittelschulen (Real- und Hauptschule) in den Fächern Evangelische Theologie, Germanistik, Erziehungswissenschaft ab. Von 2005 bis 2007 absolvierte sie das Referendariat an der Geschwister-Scholl-Schule in Liebertwolkwitz. 2007 legte sie das zweite Staatsexamen für das Lehramt an Mittelschulen (Real- und Hauptschule) in den Fächern Evangelische Theologie, Germanistik, Erziehungswissenschaft ab. Von 2007 bis 2009 war sie Lehrerin in Crimmitschau, an der Sahnschule und an der Käthe-Kollwitz-Mittelschule. Anschließend war Schwarz von 2009 bis 2015 wissenschaftliche Mitarbeiterin am Lehrstuhl für Religionspädagogik/Didaktik des Religionsunterrichts an der Universität Würzburg. Nach ihrer Promotion 2012 zum Dr. phil. (Erziehungswissenschaftliche Fakultät Leipzig); Rigorosum in den Fächern Religionspädagogik, Systematische Theologie, Schulpädagogik vertrat sie im Sommersemester 2015 den Lehrstuhl für Religionspädagogik an der Universität Oldenburg. Sie war als Akademische Rätin a. Z. an der Universität Erlangen-Nürnberg von 2016 bis 2018 tätig. Vom Oktober bis November 2018 war sie Vertretungsprofessorin an der Universität Koblenz-Landau, Campus Landau.
Am 13. November 2018 wurde Schwarz zur Professorin für Religionspädagogik/Didaktik des Religionsunterrichts an der Universität Koblenz-Landau, Campus Landau – ab 2023 Rheinland-Pfälzische Technische Universität Kaiserslautern-Landau – ernannt. 2019 erfolgte die Habilitation am Fachbereich Ev. Theologie der Universität Erlangen-Nürnberg für das Fachgebiet Religionspädagogik und Didaktik des evangelischen Religionsunterrichts. Seit 2025 ist sie nun Univ.-Professorin für Religionspädagogik an der Universität Wien.

## Schriften (Auswahl)
- Altersgemischtes Lernen im Religionsunterricht. Konzeptionelle Annäherungen. Bad Heilbrunn 2013, ISBN 978-3-7815-1924-4.
- als Herausgeberin mit Horst F. Rupp: Lebensweg, religiöse Erziehung und Bildung. Religionspädagogik als Autobiographie. Würzburg 2015, ISBN 3-8260-5510-1.
- als Herausgeberin mit Tanja Gojny und Kathrin S. Kürzinger: Selfie – I like it. Anthropologische und ethische Implikationen digitaler Selbstinszenierung. Stuttgart 2016, ISBN 3-17-031496-3.
- als Herausgeberin mit Manfred L. Pirner, Johannes Lähnemann und Werner Haußmann: Public Theology and Education. New York 2018, ISBN 978-1-138-58392-4.